# 9566 Rykhlova
9566 Rykhlova eller 1987 SX17 är en asteroid i huvudbältet som upptäcktes den 18 september 1987 av den ryska astronomen Ljudmila Tjernych vid Krims astrofysiska observatorium på Krim. Den är uppkallad efter Lidiya V. Rykhlova.
Asteroiden har en diameter på ungefär 9 kilometer och den tillhör asteroidgruppen Erigone.